# Quatre espècies

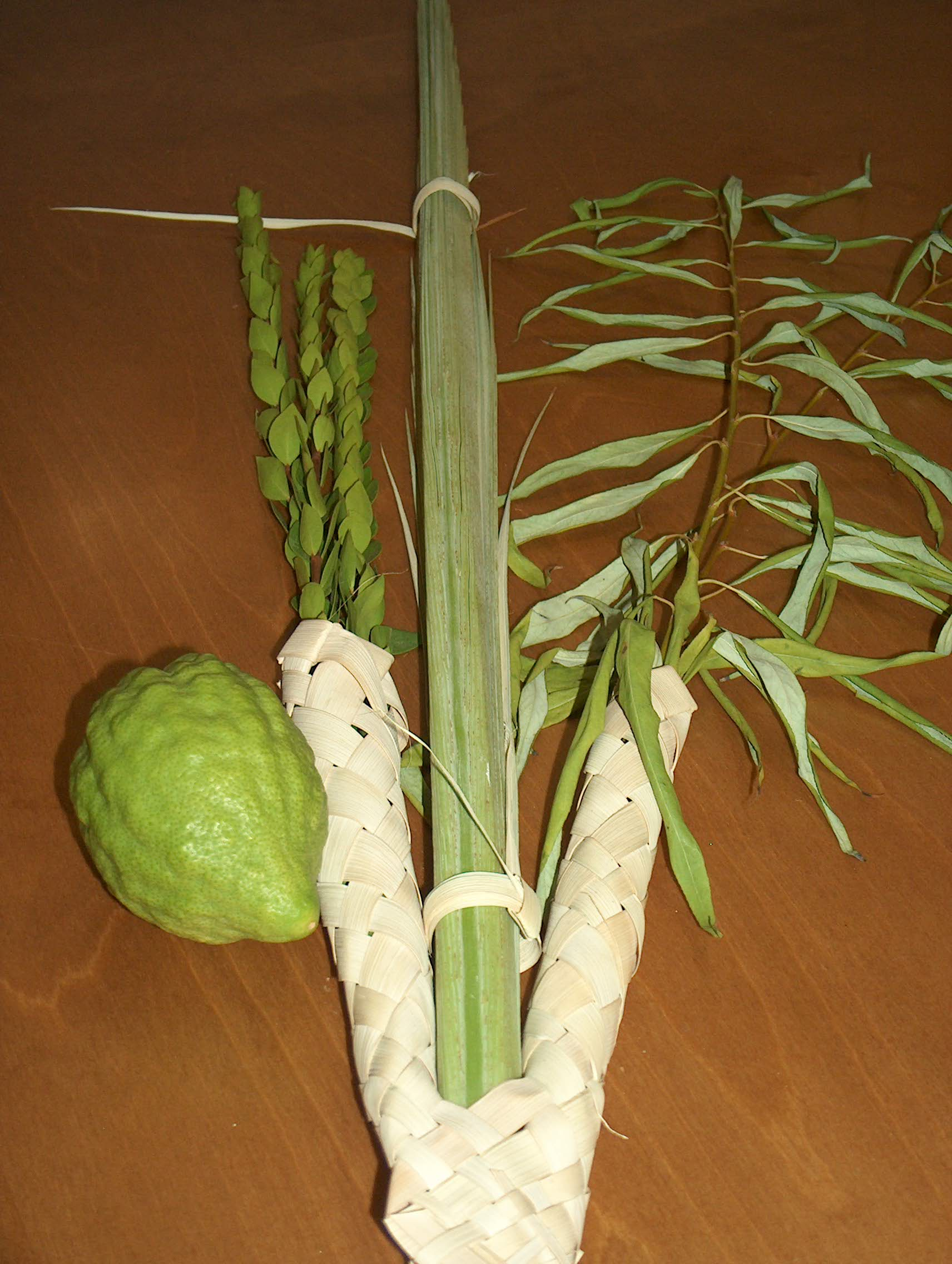
Les quatre espècies, Arbà Minim

Les quatre espècies (hebreu: ארבעת המינים arbaat ha-minim, també anomenades Arbà minim). Quatre plantes esmentades en la Torà (Levític 23:40) com a rellevants per ser utilitzades durant la festivitat de Sukkot, la festa dels Tabernacles, els jueus caraïtes construeixen la seva Sukkà amb branques de les quatre plantes, mentre que els jueus rabínics prenen tres tipus de branques i un tipus de fruita les mantenen unides i les fan agitar totes plegades, en una cerimònia especial durant la festa jueva de Sukkot. El fet d'agitar aquestes quatre espècies de plantes és una mitsvà (Manament) escrit a la Torà.

## Introducció
La mitsvà (Manament) d'agitar les quatre espècies es deriva de la Torà:
Levític 23:40 I prendràs el primer dia de la fruita dels arbres esplèndids, branques de palmeres i branques d'arbres frondosos i de salzes dels torrents, i t'alegraràs davant el Senyor el vostre Déu per set dies.
A la Bíblia, les quatre plantes s'identifiquen com :
- ets hadar (עֵץ הָדָר) magnífic arbre
- Tamar (תָּמָר) palmera
- Ets avot (עֵץ - עָבֹת) branques d'arbres frondosos
- Aravà (עֲרָבָה) salze dels torrents

Al Talmud babilònic, les quatre plantes s'identifiquen com :
- Etrog (אתרוג) - el fruit cítric anomenat Poncem.
- Lulav (לולב) - una branca verda de palmera datilera.
- Hadàs (הדס) - branques de murtra amb fulles.
- Aravà (ערבה) - branques de salze amb fulles.

## Pràctica
Durant l'època del Temple de Jerusalem, la cerimònia anomenada naanuïm - נענועים, es va dur a terme al Temple Sagrat, els set dies de Sukkot, i en altres llocs només en el primer dia. Després de la destrucció del Temple, el rabí Yohanan ben Zakai va ordenar que les quatre espècies s'agitessin per tot arreu en tots els dies de Sukkot excepte en Sàbat, com a record i en homenatge a l'antic Temple de Salomó.

## Història
En les antigues comunitats jueves d'Europa de l'Est, els jueus vivien en ciutats allunyades dels camps, que al seu torn requerien viatges considerables per a la compra de les quatre espècies.
L'etrog (Poncem) era escàs i, per tant, molt car. A les comunitats del nord d'Àfrica, al Marroc, Tunísia i Tànger, les comunitats es trobaven més a prop del camp, però l'etrog seguia sent força car.
Allà, hi havia un etrog per família, però la comunitat compartia els seus etrog. Avui, amb la millora del transport, tècniques de cultiu, etc., més persones tenen la seva pròpia fruita. Un etrog pot arribar a costar fins a 500 dòlars, depenent de la seva qualitat.

## Recitar la benedicció
Per recitar la benedicció sobre el lulav i l'etrog, el lulav es manté en una mà i l'etrog en l'altra. Els costums són diferents per asquenazites i sefardites. D'acord amb el costum asquenazita, el lulav se sosté en la mà esquerra, i d'acord amb el costum sefardita, a la mà dreta. Una benedicció ha de precedir la realització de la mitsvà:
" Blessed are you יהוה, Our G-d, Rei de l'Univers, ja que ens has santificat amb els teus Manaments i ens has ordenat fer moure el lulav ".
El lulav està lligat conjuntament amb les altres espècies, i la persona uneix les dues mans perquè l'etrog i el lulav estiguin plegats. Les quatre espècies, que aleshores estan juntes, s'agiten suaument tres vegades cap a cadascuna de les quatre direccions, també amunt i avall, per donar fè del domini de יהוה. sobre tota la Creació. La benedicció Xehehianu també és recitada cada any a sobre del lulav i del etrog
La cerimònia d'agitar les quatre espècies es pot realitzar a la sinagoga o a la intimitat de casa o a la sukkà, mentre és de dia. Les dones i les nenes també poden optar per realitzar la mitsvà d'agitar el lulav i l'etrog, encara que no estan obligats per l'Halacà a fer-ho. Atès que les dones no estan obligades a dur a terme aquesta mitsvà (manament), alguns rabins ortodoxes són de l'opinió que les dones no haurien de recitar la benedicció.
La cerimonia d'agitar les espècies, es realitza de nou durant els serveis d'oració del matí a la sinagoga, en diversos punts durant el recitat de la pregària Hal·lel. A la sinagoga, la pregària del Hal·lel és seguida per una cerimònia més llarga, a on els fidels s'uneixen en una processó al voltant del santuari amb les Quatre espècies, mentre són recitades unes pregàries especials, anomenades hoixanot. Des del primer fins al sisè dia de Sukkot, la festa dels tabernacles, es fa una volta completa al voltant del santuari.
El setè i darrer dia de Sukkot, Hoixanà Rabà, es fan set voltes completes.

## Selecció de les quatre espècies
Segons l'halacà, totes les mitsvot (Manaments) s'han de realitzar de la millor manera possible, això és especialment cert amb les quatre espècies, jà que els fidels gasten grans quantitats de diners per aconseguir l'etrog més bonic

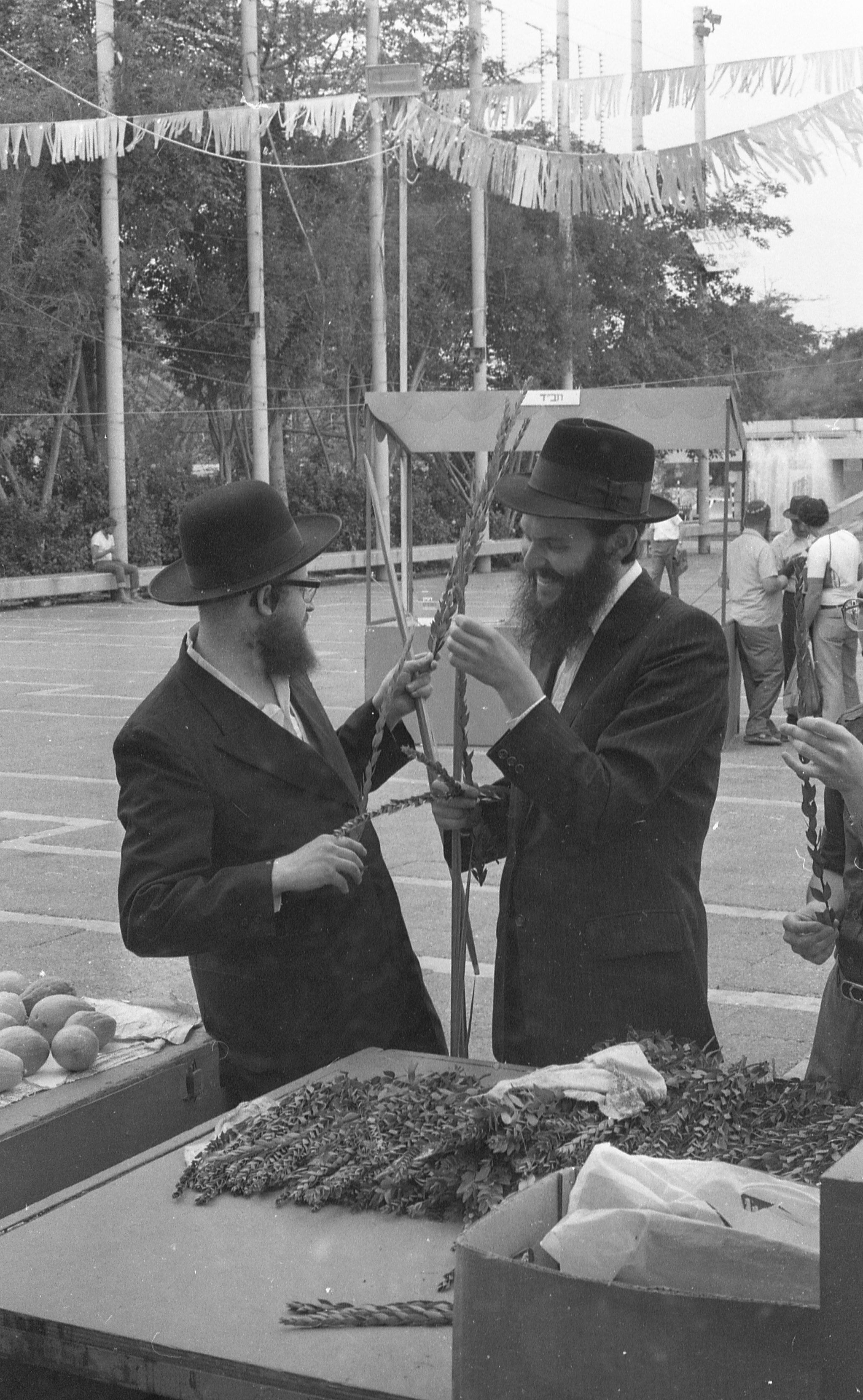
Mercat de les quatre espècies 1982 De la col·lecció Dan Hadani La Biblioteca Nacional d'Israel

.

## Simbolisme
Diferents raonaments s'han donat per explicar per què es van triar aquestes espècies de plantes. El Midraix assenyala que la unió de les quatre espècies simbolitza el nostre desig d'unir els quatre tipus de jueus al servei de יהוה.
Depenent de si l'espècie o els seus fruits tenen el sabor i l'olor, que es correspon amb les fruites mencionades a la Torà i amb les bones accions. El simbolisme és el següent :
El lulav que té bon gust, però no fa olor, simbolitza els que estudien la Torà però no posseeixen bones obres.
El Hadas que fa bona olor, però no té sabor, simbolitzant els que fan bones obres, però no estudien la Torà.
El Aravà que no té sabor ni olor, simbolitza els que no estudien la Torà i no fan bones accions.
El etrog que té bon sabor i fa bona olor, simbolitza aquells que estudien la Torà i fan bones accions.
Una segona explicació, es troba a les quatre espècies que es refereixen a parts del cos humà.
Cadascuna de les espècies o de les seves fulles és similar en forma als següents òrgans :
Lulav - la columna vertebral
Hadas - l'ull
Aravà - la boca
Etrog - el cor
En unir-les totes juntes per a una mitsvà, el jueu mostra el seu desig de consagrar tot el seu ésser al servei de יהוה.
Una raó addicional per agitar les quatre espècies en totes les direccions es refereix al fet que totes aquestes espècies requereixen molta aigua per créixer. El lulav, la fulla de la palmera datilera, creix a les valls irrigades, mentre que el Hadas i l'Aravà, creixen a prop de les fonts d'aigua, i el etrog (Poncem) requereix més aigua que altres arbres fruiters. En prendre aquestes espècies i sacsejar-les en totes les direccions, el jueu diu una pregària per provocar la pluja sobre la vegetació de la terra.

## Altres interpretacions
El propòsit del manament (mitsvà) d'aplegar les quatre espècies a Levític 23:40 és incert, jà les escriptures no diuen explícitament què cal fer amb elles. Els jueus caraïtes creuen que la intenció no és agitar les quatre espècies, sinó més aviat a utilitzar-les per construir la "sukkà".
Aquesta interpretació es basa en part en un passatge sobre la festa dels Tabernacles (Sukkot):
« I van trobar escrit en la Llei, que el Senyor havia manat a Moisès, que els fills d'Israel entressin a dins dels Tabernacles a la festa solemne del mes setè, que ho fessin saber a tot el poble, i que fessin passar pregoners per totes les ciutats del regne i també per Jerusalem, dient a la gent: 
"Sortiu a la muntanya i porteu branques d'olivera silvestre, rams de murta, rams de palmera datilera, i branques d'arbres frondosos, per fer cabanes tal com està escrit." 
 Llavors el poble va anar als camps, i va portar les branques, i es van fer les cabanes (Sukkot), cadascuna al davant de casa seva, i als seus patis, en els atris del temple de יהוה, i a la plaça de la porta de les Aigües, i a la plaça de la porta d'Efraïm. I tota la congregació dels que havien tornat de la captivitat van fer cabanes i van habitar a les Sukkot. » 
El passatge diu que la gent vagi a les muntanyes per obtenir branques de palmera datilera, fulles d'olivera, fulles de pi, fulles de murtra, i altres formes de vegetació per a construir les Sukkot.
Alguns jueus com els caraïtes interpreten que Levític 23:40, es refereix als materials de construcció de la sukkà, i no pas a la mitsvà (manament) d'agitar les quatre espècies.
Segons el Midraix, Levític 23:40 es refereix al fet d'agitar les quatre espècies, i no pas a la construcció de la sukkà, aquesta és la manera en què Levític 23:40-42 és interpretat a la religió jueva.